# نیمبلوک
نیمبلوک شهری در بخش نیمبلوک در شهرستان قائنات استان خراسان جنوبی است. پیش از شهر شدن نام این روستا «اسلام‌آباد» بوده‌است. کارخانه فولاد قاینات در نزدیکی این شهر واقع شده است.
موقعیت جغرافیایی و تاریخی شهر نیمبلوک: نیمبلوک در حدفاصل(۱۵دقیقه۳۳درجه تا۱۲دقیقه و۲۴ درجه)عرض شمالی و(۳۸ دقیقه و۵۸درجه تا۵۶ دقیقه و۶۰ درجه)طول شرقی واقع شده‌است،شهر نیمبلوک در شمال استان خراسان جنوبی قرارگرفته وفاصله آن از شهرستان بیرجند(مرکز استان)۱۳۵ کیلومترو از شهر قاین(مرکز شهرستان)۳۵ کیلومتر بوده که دارای۲۰۴ هکتار محدوده خدماتی می‌باشد . 
بنای اولیه شهر نیمبلوک: بعد از زلزله شهریور ۱۳۴۷ جنوب خراسان که منجر به خسارات جانی و مالی فراوان گردید و بیشتر آبادی‌های منطقه را با خاک یکسان کرد .حدود ۵ ماه بعد از این زلزله توسط یک شرکت آنکارایی به دستور دولت وقت وبااهدای زمین های مردم گریمنج که قبلا زمین زراعی بوده بنا نهاده شد به این ترتیب دولت وقت بازماندگان زلزله رادر سال ۱۳۴۹ خورشیدی در دو قسمت به نام‌های شاه آباد (۱ (و شاه آباد (۲ (اسکان داد و به منظور امرار معاش آنان طرح تأسیس شرکت‌های سهامی زراعی رادرهمین مناطق به اجرا درآورد.منظور از شاه آباد (۱ (شهرخضری و شاه آباد(۲ (شهر نیمبلوک می‌باشد . ساکنین اصلی شاه آباد (۲ (بسیاری ازمردم گریمنج وبازماندگان روستاهای،صلایانی،اسداباد،سفیددشت،و میان دشت بودند که به صورت یک کاسه درآمدند و بعد از شروع فعالیت‌های شرکت سهامی زراعی که نیازمند کشاورزان بیشتر بود به تدریج مهاجرانی از روستاهای اطراف در این محل ساکن شدند.
مردم پس از انقلاب اسلامی ایران و سقوط رژیم شاهنشاهی نام این روستا را از شاه آباد (۲(به اسلام آباد تغییر دادند که در سال ۱۳۸۳ پس از ارتقاء از دهستان به شهر به نیمبلوک تغییر نام یافت .
پوشش گیاهی:
پوشش گیاهی این منطقه عموماًدرختان سوزنی برگ،کاج و سرو و به ندرت درختچه‌های گز دیده می‌شود
جمعیت: طبق آمار گرفته شده در سال ۱۳۹۰ کل جمعیت نیمبلوک حدود ۵۰۱۰ نفر و تعداد خانوار آن ۱۳۵۱ می‌باشد . 

شهر نیمبلوک قطب کشاورزی و صنعت استان خراسان جنوبی : با وجود شرکت سهامی زراعی و کشاورزی پر رونق در این شهر و وجود مجتمع فولاد قاینات در این شهر آن را به "قطب کشاورزی و صنعت استان خراسان جنوبی" معروف کرده است.
سطح زیر کشت محصولات کشاورزی در شرکت سهامی زراعی که دارای ۲۲ حلقه چاه کشاورزی می باشد، ۱۲۰۰ هکتار است که در این زمین های حاصل خیز محصولاتی از قبیل؛ گندم، جو، ذرت علوفه ای، چغندر قند و کلزا می باشد.
البته مردم در این منطقه چاه های کشاورزی شخصی هم دارند و محصولاتی از قبیل زرشک، پسته و عناب هم در ۳۵۰ هکتار زمین کاشت و برداشت می کنند.
وجود بزرگترین مجتمع فولادی در این شهر و اشتغال حدود هزار نفر بصورت مستقیم و ۳هزار نفر بصورت غیر مستقیم توانسته در اقتصاد و اشتغال جوانان منطقه نقش به سزایی را ایفا کند.
مجتمع فولاد قاینات داری دو بخش احیای مستقیم و فولادسازی می باشد که محصول تولیدی واحد احیا "آهن اسفنجی" با ظرفیت سالیانه ۸۰۰ هزار تن آهن اسفنجی و واحد فولاد سازی "بیلت یا شمش فولادی" با ظرفیت سالیانه ۱میلیون تن شمش فولادی می باشد. البته طرح توسعه این مجتمع فولادی "واحد نورد" می باشد که در آينده نچندان دور به بهره برداری خواهد رسید.

## جمعیت
بر پایه سرشماری عمومی نفوس و مسکن در سال ۱۳۹۵ جمعیت این شهر ۴٬۷۶۲ نفر (در ۱٬۳۳۲ خانوار) بوده‌است.